# Потоцкая, Ирина Александровна
Ирина Александровна Пото́цкая (31 января 1916, Москва — 7 апреля 2009, Москва) — советская актриса, заслуженная артистка РСФСР.

## Биография
Ирина Александровна Потоцкая родилась 31 января 1916 года. Училась в легендарной московской 110-й школе, где преподавал музыку её отец, композитор Александр Иванович Потоцкий, а также в училище при Московской консерватории по классу рояля. Затем поступила в театральное училище при МХАТе 2-м (театре, основанном Михаилом Чеховым), где ее учителями стали Серафима Бирман, Аркадий Благонравов и другие. Вместе с закрытием «по идеологическим соображениям» МХАТа 2-го в 1936 году прекратило своё существование и это училище. Не успевшие получить диплом студенты были приняты в московские театры. Двадцатилетняя Ирина Потоцкая — в Центральный театр транспорта ЦДКЖ (в 1959 году он был переименован в Московский драматический театр имени Н. В. Гоголя). Там она проработала почти 40 лет до выхода на пенсию. На сцене этого театра Ирина Потоцкая сыграла не один десяток ролей. Наиболее заметные: Машенька в одноименной пьесе А.Афиногенова, Эвжени («Шельменко-денщик»), Глафира Фирсовна («Последняя жертва»).
Потоцкая была характерной актрисой, прекрасно пела, проявила себя и в амплуа травести. Благодаря этому ещё в конце 30-х годов она параллельно с театром начинает работать на Всесоюзном радио в редакции вещания для детей и юношества у замечательного режиссера Розы Иоффе. Радио было большой любовью Ирины Потоцкой, она продолжала работать там и в начале 90-х гг. Радиоспектакли с её участием: «На графских развалинах», «Приключения Чиполлино», «Городок на Миссисипи», «Сказки дядюшки Римуса», «Вниз по Волшебной реке». Партнёрами Потоцкой в этой работе были Николай Литвинов, Валентина Сперантова, Ростислав Плятт, Галина Иванова, Зинаида Бокарева, Юлия Юльская, Алексей Консовский, Маргарита Корабельникова и многие другие. Потоцкой доверяли первое исполнение своих произведений писатели и поэты, пишущие для детей — Николай Носов, Валентин Берестов. Последней ролью Ирины Потоцкой на радио была миссис Марпл в радиопостановке по рассказам Агаты Кристи.
Она также не один десяток лет сотрудничала со студией «Союзмультфильм», её голосом говорят герои многих мультфильмов.
Ирина Александровна Потоцкая умерла 7 апреля 2009 года в Москве, на 94-м году жизни. Похоронена на Николо-Архангельском кладбище на участке Дома ветеранов сцены им. Яблочкиной, в котором прошёл последний год её жизни (11 уч.).

## Семья
- Муж — поэт Марк Андреевич Соболь (1918—1999).  Разошлись вскоре после рождения дочери.
  - Дочь — Марина Потоцкая (р.1950) — детская писательница, с 1991 года живёт в Израиле[3]

## Награды
- Заслуженная артистка РСФСР (1957).

## Фильмография

### Озвучивание мультфильмов
- 1953 — Волшебный магазин — Миша
- 1954 — Стрела улетает в сказку — Мальчик в фуражке
- 1956 — Девочка в джунглях
- 1956 — Кораблик — Цыплёнок
- 1956 — Чудесный колодец — Заяц
- 1956 — Колобок — Колобок
- 1956 — Двенадцать месяцев — один из летних месяцев
- 1958 — Грибок-теремок — Муравей
- 1958 — Спортландия — Одноклассники Мити
- 1958 — Кошкин дом — Котёнок
- 1959 — Новогоднее путешествие — Пингвин
- 1959 — Приключения Буратино — Арлекин
- 1960 — Винтик и Шпунтик. Весёлые мастера — Винтик
- 1961 — Чиполлино — граф Вишенка
- 1964 — Дюймовочка — Ласточка
- 1965 — Светлячок № 6 — Кузнечик
- 1980 — Всё дело в шляпе — Муми-тролль
- 1981 — Лето в Муми-доле — Муми-тролль
- 1983 — В Муми-дол приходит осень — Муми-тролль
- 1984 — Ученик волшебника — Вася Вертушинкин и все детские эпизодические роли (в титрах не указано, единственный голос среди мужского коллектива актёров озвучивания)
- 1985 — Остров капитанов
- 1987 — Волшебные колокольчики — Вася Вертушинкин

## Аудиопостановки
- 1962 — «Приключения Чиполлино» (грампластинка) — Вишенка (композиция З. Потаповой и С. Богомазова, музыка Н. Пейко. Всесоюзная фирма грамзаписи «Мелодия» 1962 г.)
- 1970 — «Как братец Кролик перехитрил братца Лиса» (грампластинка) — Братец Кролик
- 1970 — «Проделки братца Кролика» (грампластинка) — Братец Кролик
- 1976 — «Невероятные приключения Буратино и его друзей» (грампластинка) — Буратино (инсценировка Л. Закшанской, музыка А. Рыбникова. Всесоюзная фирма грамзаписи «Мелодия» 1978 г.)